# أصوات أخرى، غرف أخرى (رواية)
أصوات أخرى، غرف أخرى هي رواية كتبها ترومان كابوتي عام 1948. إنها مكتوب بأسلوب قوطي جنوبي وهي معروفة بجوها المشبع بالعزلة والانحلال.
أصوات أخرى، غرف أخرى مهمة لأنها أول رواية نشرت لكابوتي وهي شبه سيرة ذاتية. هي أيضًا جديرة بالاهتمام نظرًا لتصوير المؤلف المشحون جنسيًا، ومحتواها المجازف، وحصولها على المرتبة التاسعة في قائمة نيويورك تايمز لأفضل الكتب مبيعًا، حيث بقيت هناك لمدة تسعة أسابيع.

## التصور
بدأ ترومان كابوتي في كتابة مسودة أصوات أخرى، غرف أخرى بعد أن أُلهِمَ بالمشي في الغابة بينما كان يعيش في مونروفيل بولاية ألاباما. قام فورًا بإلقاء النسخة الناشئة لعبور الصيف وشرع في كتابة أصوات أخرى، غرف أخرى. بعد مغادرته ألاباما، واصل العمل على الرواية في نيو أورلينز بلويزيانا. وضعته شهرته الأدبية الناشئة في اتصال مع زميلته الجنوبية والكاتبة كارسون ماكولرز. انضم كابوتي إلى ماكولرز في مجتمع الفنانين المعروف بيادو في ساراتوغا سبرينغس بنيويورك، ذلك من أجل مواصلة العمل على روايته. كونهم أصدقاء، ساعدت ماكولرز كابوتي في العثور على وكيل وناشر (ماريون أيفس وراندم هاوس) لأصوات الأخرى، غرف أخرى. واصل كابوتي العمل على الرواية في ولاية كارولينا الشمالية وأكملها في نهاية المطاف في كوخ مستأجر في نانتوكيت بماساتشوستس. استغرق ترومان كابوتي عامين لكتابة أصوات أخرى، غرف أخرى.

## الحبكة
بعد وفاة والدته، يُرسل جول هاريسون نوكس، وهو صبي وحيد ومتأنث يبلغ من العمر 13 عامًا، من نيو أورلينز بلويزيانا للعيش مع والده الذي تركه وقت ولادته. عند وصوله إلى قصر سكوليز لاندينغ، وهو قصر شاسع متهالك في مزرعة معزولة في ميسيسيبي، يلتقي جول بزوجة أبيه المتجهمة إيمي، وأيضًا بابن عم إيمي، راندولف، رجل مثلي الجنس وغندور، والفتاة المسترجلة المتحدية إيدابل، التي تصبح صديقة له، وبجيسس وزو، وهما مقدما الرعاية الأسودان في المنزل. يرى أيضًا «سيدة غريبة» طيفية مع «تجعيد شعر تقطر منه الدهون» تراقبه من النافذة العليا. على الرغم من استفسارات جول، يظل مكان وجود والده لغزًا. عندما سُمح له أخيرًا برؤية والده، صُعق جول عندما وجد أنه أبكم أصابه شلل رباعي، نتيجة سقوطه على سلالم بعد أن أطلق راندولف عليه النار عن غير قصد وكاد أن يموت. يهرب جول مع إيدابل إلى كرنفال ويلتقي بامرأة تعاني من القزامة. على عجلة فيريس، تحاول المرأة لمس جويل بطريقة جنسية ولكنها تُصَد. جول يبحث عن إيدابل في عاصفة، ومن ثم يصاب بالتهاب رئوي ويعود في النهاية إلى القصر حيث يقوم راندولف على رعايته حتى يستعيد صحته. إن المعنى الضمني في الفقرة الأخيرة هو أن «السيدة الغريبة» التي تظهر من النافذة هي في الواقع راندولف، مرتديًا زي ماردي جرا القديم.

## روابط خارجية
- أصوات أخرى، غرف أخرى (رواية) على موقع الموسوعة البريطانية (الإنجليزية)